# 觀自在菩薩章
《觀自在菩薩章》，是《大方廣佛華嚴經》（《華嚴經》）的一個章節，全稱《大方廣佛華嚴經入不可思議解脫境界普賢行願品善財童子參觀自在菩薩章》或簡稱《善財童子參觀自在菩薩章》。

## 概論
這部經文既然是《華嚴經》的一部分，與《華嚴經》一樣有三個譯本：一為晉譯，二為唐譯，三為唐貞元譯，流通的今本就是第三個譯本。
在本章之前，是〈毗瑟底羅居士章〉，居士為善財童子廣說三昧境界後，然後謙虛推薦善財童子前去參學觀自在菩薩，就是本章的緣起。
清涼國師曾說：「或以布施下，即普現之義。有十一句。初四即『四攝』攝，次六即三業攝，後一即萬類攝。然此十一，方法華經三十五應，乍觀似少，義取乃多。」也說：「謂三十五應，乃是此中或現色相及說法耳。五又三十者，略舉大綱。萬類殊形，豈當局定。悲門攝廣，此土緣深。未有傾心不蒙濟，願常稱念，思其法門。」
弘一大師為這部經文寫了〈華嚴經普賢行願品觀自在菩薩章序〉。